# Bamba Qadin
Bamba Qadin (tiếng Ả Rập: بامبا قادین; tiếng Thổ Nhĩ Kỳ: Pembe Kadın; mất năm 1871), nghĩa là "Màu hồng", là một công chúa Ai Cập và là thành viên của triều đại Muhammad Ali. Bà cũng được biết đến với tên gọi Umm Abbas. Bà là vợ của Tusun Pasha (1794-1816), con trai thứ hai của Muhammad Ali Pasha và Walida Pasha và có một người con trai, Abbas Hilmi Pasha (1812-1854).

## Đời sống
Bamba kết hôn với Tusun Pasha và sinh ra Abbas Hilmi Pasha vào ngày 1 tháng 7 năm 1812. Khi Tusun qua đời vì bệnh dịch hạch ở tuổi hai mươi ba vào năm 1816, mẹ chồng của bà Amina Hanim đã đưa bà và con trai bà đến sống với bà, và từ chối chia tay ông.
Sibil Kuttab Umm Abbas tại phố Saliba ở Cairo được xây dựng để vinh danh bà.
Bamba Qadin qua đời năm 1871 tại Cung điện Ataba al-Khadra, Cairo và được chôn cất tại Qubbat Afandina, Lăng Khedive Tewfik Pasha, thuộc khu vực Afifi.

## Chức vị và phong cách
- 10 tháng 11 năm 1848 - 13 tháng 7 năm 1854: Hoàng thân Walida Pasha

## liên kết ngoài
- QUA CON MẮT CỦA TÔI Câu chuyện của tôi, giấc mơ của tôi, cuộc sống của tôi
- Foroz Realeza "MONARQUÍA y TradICIÓN" (Chế độ quân chủ và truyền thống)

| Hoàng gia Ai Cập            | Hoàng gia Ai Cập                                                   | Hoàng gia Ai Cập        |
| --------------------------- | ------------------------------------------------------------------ | ----------------------- |
| Tiền nhiệm Chức vị được tạo | Walida Pasha của Ai Cập 10 tháng 11 năm 1848 - 13 tháng 7 năm 1854 | Kế nhiệm Hoshiyar Qadin |